# Cattiverie a domicilio
Cattiverie a domicilio (Wicked Little Letters) è un film del 2023 diretto da Thea Sharrock.

## Trama
Littlehampton, 1922. Nella piccola cittadina sul mare la signorina Edith Swan, zitella che vive con i genitori, comincia improvvisamente a ricevere oscene lettere anonime. I sospetti ricadono sulla sua vicina di casa Rose Gooding, una irlandese schietta e ribelle, che ha perso il marito in guerra e vive con la figlia Nancy e Bill, il suo fidanzato. Rose viene considerata indesiderabile e poco raccomandabile; ha avuto un pesante alterco con gli amici del padre di Edith, Edward, in occasione della festa di compleanno di quest'ultimo, e dopo pochi giorni ha subito una visita dei servizi sociali a seguito di una denuncia anonima.
Vittima dei diffusi pregiudizi, Rose viene arrestata ed incriminata e, non potendosi permettere la cauzione, viene incarcerata. Rinviata a processo, Rose rischia un anno ai lavori forzati e di perdere la custodia della figlia. Dopo qualche giorno le sue vicine Ann, Kate e Mabel riescono a raccogliere le 3 sterline della cauzione, e Rose viene scarcerata; subito le lettere anonime riprendono ad arrivare, e stavolta non più solo ad Edith ma a molte altre persone, tutte conosciute da Rose.
L'agente Gladys Moss, unica donna della stazione di polizia, dubita della tesi predominante. Notando che le lettere sono scritte da una persona con una buona educazione, e che sono in contraddizione col carattere schietto di Rose (la quale conferma che ha sempre detto tutto in faccia alle persone), è determinata a scoprire l'identità del vero colpevole e, insieme alle amiche di Rose, tenta di risolvere il bizzarro mistero.
Intanto le lettere offensive aumentano col passare dei giorni, diventando sempre più colme di offese e volgarità. Il caso arriva a livello nazionale ed ormai tutti sembrano convinti della colpevolezza di Rose, tranne Gladys e le sue amiche, che non si danno per vinte e continuano le indagini, anche dopo che Gladys viene sospesa dal servizio dal suo capo.
Allo spettatore viene rivelato che la colpevole è proprio Edith, mostrata nell'atto di nascondere la carta e buste che usa per le lettere. La fonte di tutto si capisce essere lo stress che il padre Edward le ha da sempre inflitto. Egli è infatti un uomo egoista, misogino e maniaco del controllo, che tiene sottomessa la figlia, arrivando a costringerla a rompere due fidanzamenti. Come poi si vedrà, non accetta che la figlia possa andarsene da casa, e la considera una nullità. Il disprezzo e la frustrazione di Edith sono aumentati al punto che, come valvola di sfogo, ha iniziato a scrivere di nascosto lettere piene di volgarità, spedendole prima solo a se stessa. Quando la cosa si è ingigantita, per deviare i sospetti ha iniziato a scrivere a tutte le persone che Rose conosceva.
A causa di una di queste lettere sua madre Victoria ha una crisi e muore d'infarto. L'agente Gladys, durante l'identificazione del cadavere, nota che la grafia di Edith nella sua firma è identica alla grafia delle lettere. Convintasi che l'autrice delle lettere sia Edith, con l'aiuto di Ann (e poi anche di Kate e Mabel) cerca di procurarsi le prove per arrestarla, senza però riuscirci. La sera prima del processo anche Rose scopre che la colpevole è Edith, grazie alla grafia particolare di un'insegna, scritta da Edith molti anni prima. In un gesto di sfida, preannuncia a Edith stessa che tutti avrebbero saputo presto quello che lei ha scoperto.
L'avvocato d'ufficio di Rose è un professionista preparato, che introduce in tribunale la tesi della grafia, nonostante all'epoca le corti inglesi non la accettassero come evidenza. Ciò introduce un ragionevole dubbio a favore di Rose, ma la scoperta, da parte della pubblica accusa, del fatto che Rose in realtà non è mai stata sposata, e che ha mentito anche relativamente al padre di sua figlia (il quale non è affatto morto in guerra) riporta tutto al punto di partenza. La notizia rischia anche di far crollare la famiglia di Rose.
Gladys e le amiche di Rose non si sono date per vinte, e pedinano Edith mentre invia la sua ultima lettera, che con uno stratagemma hanno marchiato in modo che sia sicuramente individuabile. Nella scena chiave del film, Gladys e le amiche recuperano la lettera appena imbucata, con l'aiuto della nipote di Gladys (nascosta nella cassetta delle lettere), ed anche di Rose, che era rocambolescamente in fuga dalla polizia. Il capo di Gladys le concede, con un gesto di correttezza, di arrestare Edith (implicitamente reintegrandola in servizio).
Portata davanti al tribunale, Edith non mostra alcun pentimento. Uscendo dall'aula del tribunale Edith rivela a Rose che non era sua intenzione usarla come capro espiatorio: ciò che è avvenuto è stato solo un caso. Avendo iniziato a scrivere le lettere e non è più riuscita a fermarsi. Rose non nutre alcun rancore verso di lei, comprendendo com’è stata la sua vita.
Mentre Edith viene caricata sul carro per essere scortata in prigione, il padre Edward, superando le guardie, le dichiara che non crede a quello che è successo e che pagherà la cauzione per farla uscire subito. La figlia replica che è la verità e che una volta uscita di prigione non tornerà più a casa e che non la vedrà più. Alle parole del padre che insiste che non può fare nulla da sola, e che deve rimanere con lui, Edith lo insulta con lo stesso linguaggio scurrile delle lettere, sputandogli in faccia tutto il suo disprezzo, sbalordendo i presenti. Il padre osserva sconvolto e sbigottito la figlia mentre viene portata via, rimanendo simbolicamente solo in scena. Edith sul carro scoppia infine a ridere, finalmente libera dall'uomo che l'aveva sempre oppressa.
Il film si chiude rivelando che Edith sconterà un anno di lavori forzati, che Rose è stata prosciolta da ogni accusa, e che l'agente Gladys otterrà una targa di riconoscimento come suo padre.

## Produzione
Nel maggio 2022 è stato annunciato che Thea Sharrock avrebbe diretto un film con Olivia Colman e Jessie Buckley; nel settembre dello stesso anno Anjana Vasan, Timothy Spall, Gemma Jones ed Eileen Atkins si sono unite al cast.

## Promozione
Il primo trailer è stato pubblicato il 26 ottobre 2023.

## Distribuzione
Il film è stato presentato in anteprima mondiale il 9 settembre 2023 in occasione del Toronto International Film Festival. Successivamente è stato distribuito nelle sale britanniche dal 23 febbraio 2024 e in quelle italiane dal il 18 aprile 2024.

## Accoglienza

### Incassi
Il film ha incassato globalmente 27219729 $, di cui 1526079 € in Italia.

### Critica
La pellicola è stata accolta positivamente dalla critica. L'aggregatore di recensioni Rotten Tomatoes riporta l'80% di recensioni positive, basato sul consenso di 175 critici; Metacritic un voto medio di 58 su 100 sulla base di 38 critiche.